# Wierzbica (gemeente in powiat Chełmski)
De gemeente Wierzbica is een landgemeente in het Poolse woiwodschap Lublin, in powiat Chełmski.
De zetel van de gemeente is in Wierzbica.
Op 30 juni 2004 telde de gemeente 5433 inwoners.

## Oppervlakte gegevens
In 2002 bedroeg de totale oppervlakte van gemeente Wierzbica 146,36 km², waarvan:
- agrarisch gebied: 79%
- bossen: 9%

De gemeente beslaat 8,22% van de totale oppervlakte van de powiat.

## Demografie
Stand op 30 juni 2004:
| Omschrijving                   | Totaal | Totaal | Vrouwen | Vrouwen | Mannen | Mannen |
| ------------------------------ | ------ | ------ | ------- | ------- | ------ | ------ |
| eenheid                        | aantal | %      | aantal  | %       | aantal | %      |
| inwoners                       | 5433   | 100    | 2733    | 50,3    | 2700   | 49,7   |
| bevolkingsdichtheid (inw./km²) | 37,1   | 37,1   | 18,7    | 18,7    | 18,4   | 18,4   |

In 2002 bedroeg het gemiddelde inkomen per inwoner 1422,74 zł.

## Administratieve plaatsen (sołectwo)
Bakus-Wanda, Busówno, Chylin, Chylin Wielki, Helenów, Kamienna Góra, Karczunek, Kozia Góra, Ochoża, Olchowiec, Olchowiec-Kolonia, Pniówno, Syczyn, Święcica, Tarnów, Terenin, Wierzbica, Wólka Tarnowska, Władysławów.

## Overige plaatsen
Biedaków, Brzezina, Busówno-Kolonia, Buza, Chylin Mały, Derkacze, Dolna, Dziubany, Gliny, Kawętczyzna, Leonówka, Maczuły, Majdan, Małoryta, Marcinowa Niwa, Ochoża-Pniaki, Osadniki, Ostrowie, Podłącze, Popówka, Rowiska, Stara Wieś, Staszyce, Święcica, Werejce, Wierzbica-Osiedle, Wólka Tarnowska, Wygoda, Zaulica.

## Aangrenzende gemeenten
Chełm, Cyców, Hańsk, Sawin, Siedliszcze, Rejowiec Fabryczny, Urszulin